# NGC 7069
NGC 7069 је елиптична галаксија у сазвежђу Водолија која се налази на NGC листи објеката дубоког неба.
Деклинација објекта је - 1° 38' 47" а ректасцензија 21h 28m 5,8s. Привидна величина (магнитуда) објекта NGC 7069 износи 13,5 а фотографска магнитуда 14,5. NGC 7069 је још познат и под ознакама UGC 11747, MCG 0-54-19, CGCG 375-40, PGC 66807.